# کیلومتر
کیلومتر (به انگلیسی: Kilometre یا Kilometer)، واحد اندازه‌گیری طول است که برابر با ۱٬۰۰۰ متر و ۰٫۶۲۱۳۷۱ مایل است.